# Little Brother
Little Brother es un grupo estadounidense de hip hop de Carolina del Norte, y que está formado por Phonte, Big Pooh y el productor 9th Wonder. Su álbum de debut fue The Listening (2003), muy aclamado entre la crítica. A este le siguió The Chittlin Circuit 1.5 mixtape en 2005 y el segundo trabajo del grupo, The Minstrel Show, publicado también en 2005.

## Historia
Little Brother se formó en Durham, NC en North Carolina Central University. Este grupo del sureste tiene un estilo parecido al de De La Soul, A Tribe Called Quest, The Roots y Black Star. Los tres componentes del grupo son Phonte (Phonte Coleman), Rapper Big Pooh (Thomas Jones), ambos emcees, y 9th Wonder (Pat Douthit), a cargo de la producción. También son los miembros fundadores del colectivo hip hop de Carolina del Norte llamado The Justus League.
Su debut oficial llegó en agosto de 2001, con su primera grabación, "Speed". Ellos continuaron trabajando en la escena local y fueron cazados por ABB Records. En 2003, el grupo publicó su primer LP, The Listening. Este álbum empujó al grupo hacía el camino indicado. Genial acogida entre el público, no necesariamente mainstream, obviamente, y entre la crítica especializada. El segundo álbum, The Minstrel Show, se tuvo que enfrentar a la dura papeleta de corroborar las buenas sensaciones.
The Listening gira en torno a un día en la vida de una emisora de radio ficticia, "WJLR: Justus League Radio", mientras The Minstrel Show lo hace alrededor de un día en la vida de una televisión también inventada, "UBN: U Black Niggas." Este álbum comenta la dificultad de tener éxito y lo más difícil, mantener tu línea, tu estilo. 
Fuera del grupo, Phonte ha colaborado con el productor Nicolay en el dúo que formaron, llamado Foreign Exchange, grabando un álbum en 2004, Connected. Rapper Big Pooh lanzó un álbum en solitario llamado Sleepers, mientras que 9th Wonder ha producido canciones para artistas como Jay-Z y Destiny's Child, y a raperos underground como Sean Price, Hieroglyphics, Splash, De La Soul, y otros miembros de The Justus League. Además, ha producido álbumes de Jean Grae (Jeanius), Murs (3:16 (The 9th Edition)), Buckshot (Chemistry) y un remix del álbum de Nas God's Son titulado God's Stepson.

## Discografía

### Little Brother
- 2003: The Listening
- 2005: The Chittlin Circuit 1.5
- 2005: The Minstrel Show
- 2006: The Commercial Free EP
- 2006: Separate But Equal
- 2007: Get Back
- 2008: And Justus For All
- 2009: The Meticulous For Paul Elizabeth

### Phonte
- 2004: Foreign Exchange: Connected
- 2008: Foreign Exchange: Leave It All Behind

### Rapper Big Pooh
- 2004: Alwayz Talkin' Shit
- 2005: Sleepers
- 2007: Good Day, Bad Day
- 2009: The Delightful Bars
- 2011: Dirty Pretty Things

### 9th Wonder
Solo
- 2005: Dream Merchant Vol. 1
- 2007: Dream Merchant Vol. 2

En colaboración
- 2004: Murs 3:16: The 9th Edition con Murs
- 2005: Chemistry con Buckshot
- 2005: Spirit Of '94: Version 9.0 con Kaze
- 2005: 9th Gate (The Clear Album) con Access Immortal
- 2006: Murray's Revenge con Murs
- 2006: Cloud 9: The Three Day High con Skyzoo
- 2007: Class Is In Session con Pete Rock
- 2008: The Formula con Buckshot
- 2008: Jeanius con Jean Grae
- 2008: Sweet Lord con Murs
- 2008: The Corner of Spec & 9th con Spectac

Álbumes remix
- 2003: ...Invented the Remix
- 2003: God's Stepson (Remix del álbum de Nas - God's Son)
- 2004: Black Is Back! (Remix del álbum de Jay-Z - The Black Album)